# Alceste Cœuriot
Pour les articles homonymes, voir Cœuriot et Ismaël (homonymie).
Alceste Anastasie Hortense Cœuriot (1823-1893) est une cantatrice française, mezzo-soprano. Elle a conduit sa carrière professionnelle entre 1850 et 1888 sous le nom de scène d'Ismaël, qu'elle avait épousé en 1852 à Lyon, et dont elle a divorcé en 1885.

## Biographie
Alceste Cœuriot est la fille du ténor français Paul-Joseph Cœuriot et de son épouse Victoire Marie Françoise Lestage, également chanteuse lyrique. Alceste naît en 1823 à Amsterdam au hasard de la carrière professionnelle de ses parents.
Vers 1850, il semble que Paul-Joseph Cœuriot se produise au Grand-Théâtre de Lyon, dont sa fille devient également pensionnaire. Elle y rencontre le baryton Ismaël, qui y arrive à l'été 1851. Elle l'épouse à La Guillotière le 24 janvier 1852. Tous deux continuent leur carrière en couple, d'abord à Lyon, puis au Grand Théâtre de Bordeaux et enfin au Grand-Théâtre de Marseille à partir de 1854. Toutefois, dès 1854, le mariage d'Alceste et Ismaël est très malheureux. Alceste demande donc et obtient la séparation de corps en 1860, aux torts d'Ismaël. Dès le premier semestre 1856, Alceste ne figure plus sur les listes d'émargement du Grand-Théâtre de Marseille aux côtés de Jean-Vital.
Elle continue ensuite seule sa carrière de « dugazon », puis de « duègne ». Nous la retrouvons dans de nombreux théâtres de province français, puis elle se fixe à Bruxelles, au Théâtre de la Monnaie, entre 1875 et 1885. Jacques Isnardon la signale dans les tableaux de troupes en 1875-1876, 1878-1879, 1879-1880 et 1884-1885. Il précise ses appointements mensuels pour 1877-1878, 1879-1880, 1880-1881 : ils sont de 500 francs. Pendant cette période, elle est « introuvable » en France pour les autorités judiciaires. Or, Ismaël a demandé le divorce dès le rétablissement de celui-ci en droit français, pour épouser une de ses jeunes élèves. Le divorce sera donc prononcé par défaut à Marseille le 30 mars 1885. La saison 1885-1886 la voit se produire au théâtre du Capitole de Toulouse. Elle s'y trouve en compagnie de la seconde épouse d'Ismaël, Marie Ismaël-Garcin. En 1886, les deux cantatrices jouent ensemble Faust de Gounod, toutes deux sous le nom d'Ismaël. Celui-ci refuse qu'Alceste continue à jouer sous ce nom - il pouvait penser sa position légitime, puisque le divorce avait été prononcé. Il s'ensuit un procès au Tribunal civil de Toulouse. Alceste y gagne le droit définitif de se produire en tant que « Madame Ismaël », qui était son nom d'artiste depuis 1852. La nouvelle épouse d'Ismaël se fera désormais appeler « Ismaël-Garcin »,,,. Dès la saison suivante, Alceste est engagée au Théâtre royal d'Anvers, où elle joue au moins jusqu'en 1888. Entretemps, elle joue La petite Fadette au Théâtre du Château-d'Eau en 1886, puis à l'Opéra-Populaire, en 1887.

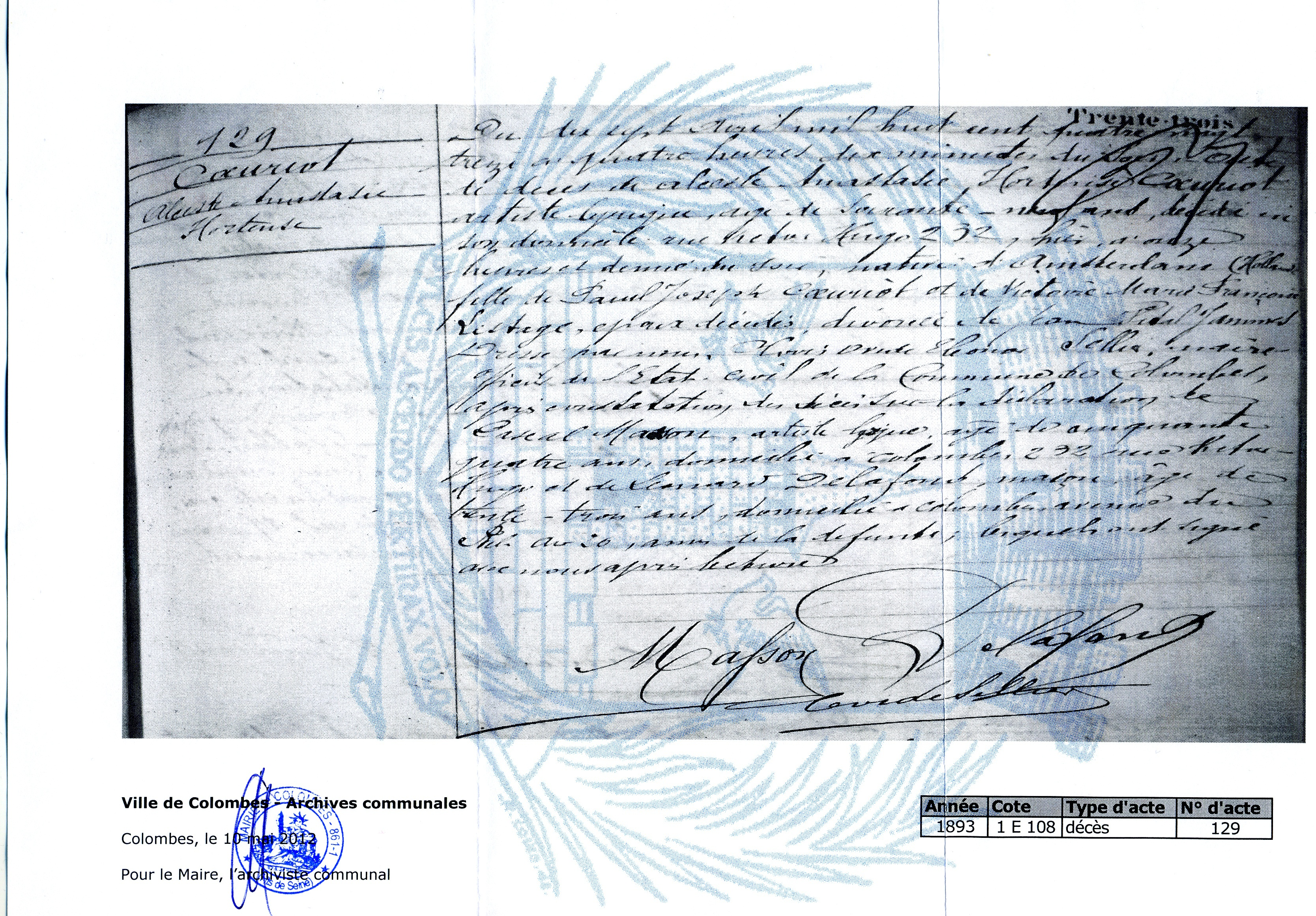
L'acte de décès de Cœuriot.

Le 26 juin 1889, la pension allouée à Alceste par l'association des artistes dramatiques est considérée comme liquidée à l'assemblée générale de cette association. On peut donc considérer qu'elle a « pris sa retraite ». Une certaine Madame Ismaël, habitant avenue de Châtillon à Paris se fait « tirer » son porte-monnaie en 1892. Il s’agit certainement d’Alceste. Sa dernière trace connue est son acte de décès, le 17 avril 1893, juste avant la mort de Jean-Vital Jammes lui-même. Elle vit alors à Colombes (Hauts-de-Seine), au 232 rue Victor Hugo, apparemment en compagnie d'un autre artiste lyrique, nommé Pascal Masson, cinquante quatre ans. Alceste n'a pas de descendance connue, de même que Jean-Vital Jammes.

## Répertoire

### Théâtre de la Monnaie, Bruxelles (1875-1885)
- Madame Tidmann dans Piccolino, 4 novembre 1876[12]

### Théâtre du Capitole de Toulouse (1886)
- Marthe dans Faust de Charles Gounod, 1886

### Théâtre du Château-d'Eau (1886 / 1887 - devenu Opéra Populaire)
- La petite Fadette

### Théâtre royal d’Anvers (1880 / 1887-1888)
- La dame blanche de François Adrien Boieldieu, 26 septembre 1880[N 5]
- Le cœur et la main de Charles Lecocq, 28 janvier 1887
- Joséphine vendue par ses sœurs de Victor Roger, 25 février 1887
- Liederick, 24 février 1888
- Patrie ! d'Émile Paladilhe, 6 mars 1888
- Mam'zelle Nitouche d'Hervé, 22 mars 1888

Source : Historique complet du théâtre royal d’Anvers, sauf indication contraire